# Стаклена цев
Стаклена цев је цев направљена од боросиликатног или кварцног стакла и спада у лабораторијско посуђе. Израђују се у разним дебљинама, пречницима и дужинама.
За рад у лабораторији потребне су стаклене цеви различите дужине и облика. Стаклене цеви се секу на тај начин што се загребу дијамантским секачем, а затим савију. Тако се цев пресече на загребаном делу. Крај цеви добијене скраћењем се изглача окретањем у пламену Бунзеновог пламеника. Бунзенов пламеник се користи и за савијање стаклених цеви, тако што се место које се жели савити загреје до црвеног усијања, а затим савије. Уколико је потребна дугачка стаклена цев, две стаклене цеви се саставе тако што се споје гуменим цревом. Уколико је потребна цев мањег пречника (капилара), цев се загреје на пламену, а затим се крајеви повуку на супротне стране.
Стаклене цеви су се у прошлости користиле више него данас, с обзиром да није постојао лабораторијски прибор са шлифованим отворима, који омогућава лако спајање делова апаратура. Апаратуре су биле састављане тако што су се стаклене цеви провлачиле кроз гумене чепове.